# Antonin de Milan
Pour les articles homonymes, voir Saint Antonin.
Antonin de Milan (en italien : Antonino di Milano) fut archevêque de la ville de Milan en Lombardie durant le VIIe siècle, de 669 à sa mort supposée le 31 octobre 671, voire en 661, selon certains historiens controversés. 
Antonin de Milan fut reconnu saint par l’Église catholique.

### Article lié
- Liste des évêques et archevêques de Milan